# 카라기난
카라기난(Carrageenan)은 홍조식물에서 채취하는 고무 모양의 물질로서 초콜릿·아이스크림·시럽·치즈 등 여러 가지 식품을 만들 때 끈끈이로 사용한다. 카라기난 공업은 현재 유럽·미국·캐나다 등에서 성행하고 있다. 이 밖에 황갈조식물의 퇴적으로 형성된 규조토는 치약·금속 광택제 등으로 이용하며, 또한 설탕 정제시 여과용, 다이나마이트 제조에 이용된다.

## 같이 보기
- 우무
- 펙틴
- 알긴산